# Heddals stavkyrka
Heddals stavkyrka (norska: Heddal stavkirke, eller historiskt Hitterdals stavkyrka, norska: Hitterdal stavkirke)  är en stavkyrka i byn Heddal i Notoddens kommun i Telemark fylke i södra Norge.

## Kyrkobyggnaden
Stavkyrkan är en av Norges bäst bevarade stavkyrkor. Den härstammar från 1200-talet, omtalas första gången 1315, och visar en treskeppig anläggning med sluten svalgång. Rester av äldre byggnadsmaterial har påvisats vid en dendrokronologisk undersökning, vilket tyder på att en äldre kyrka har funnits på platsen. Vid en ombyggnad 1849–1851 försvann kyrkorummets tidigare medeltida interiör. Vid senaste renoveringen som avslutades 1955 försökte man återskapa den medeltida interiören.

## Inventarier
- Altartavlan är daterad till år 1667.